# Гарет (Пенсилванија)
Гарет (енгл. Garrett) град је у америчкој савезној држави Пенсилванија.

## Демографија
По попису из 2010. године број становника је 456, што је 7 (1,6%) становника више него 2000. године.
| Група             | 2000.       | 2010.       |
| Белци             | 447 (99,6%) | 453 (99,3%) |
| Афроамериканци    | 0 (0,0%)    | 0 (0,0%)    |
| Азијати           | 0 (0,0%)    | 0 (0,0%)    |
| Хиспаноамериканци | 0 (0,0%)    | 2 (0,4%)    |
| Укупно            | 449         | 456         |